# アンナハチドリ
アンナハチドリ（学名：Calypte anna）は、ハチドリ科に分類される鳥。